# Tadorna
Tadorna és un gènere d'ocells de la subfamília dels tadornins (o de la tribu Tadornini, segons autors), dins la família dels anàtids. Són un grup d'aus semiterrestres, d'aspecte intermedi entre els ànecs típics i les oques. De grandària mitjana, fan 50-60 cm de llargària. Hi ha lleugeres diferències de color entre els sexes en la majoria de les espècies i coincideixen en disseny de color en vol: les terciàries formen un mirall verd, les secundàries i primàries són negres i les cobertores blanques. S'alimenten de petits animalons de la vora de l'aigua (crancs, mol·luscs), així com herba i altres plantes.

## Taxonomia
Segons les modernes classificacions aquest gènere està format per 6 espècies:
- Ànec sud-africà (Tadorna cana).
- Ànec canyella (Tadorna ferruginea).
- Ànec blanc (Tadorna tadorna).
- Ànec australià (Tadorna tadornoides).
- Ànec del paradís (Tadorna variegata)
- Ànec encaputxat (Tadorna cristata).

L'ànec raja (Tadorna radjah) és ara considerat l'única espècie del gènere Radjah.